# أوكسانا فانديرا
أوكسانا فانديرا (الروسية: Оксана Олеговна Фандера) هي ممثلة روسية (وحملت سابقاً جنسية الاتحاد السوفيتي)، ولدت في 7 نوفمبر 1967 بأوديسا في أوكرانيا. بدأت مشوارها المهني سنة 1979.

## وصلات خارجية
- أوكسانا فانديرا على موقع IMDb (الإنجليزية)
- أوكسانا فانديرا على موقع قاعدة بيانات الفيلم (الإنجليزية)
- أوكسانا فانديرا على موقع كينوبويسك (الروسية)